# Robert Spieler
Robert Spieler (Sarreguemines (Mosel·la), 18 de desembre del 1951) és un polític alsacià. El 1970 milità al partit d'extrema dreta Partit de les Forces Noves. El 1981 fundà el Forum d'Alsàcia, que organitza conferències on hi participaren Raymond Barre, Alain Griotteray, Pierre Debray-Ritzen, Philippe Malaud, Serge Dassault, el rector Magnin, Daniel Hoeffel, François-Georges Dreyfus. El 1984 fundà Alsace renouveau, amb el que es va presentar a les eleccions municipals d'Estrasburg de 1985, on va obtenir el 8% dels vots. El 1986 es presentà pel Front Nacional i fou escollit al Consell Regional d'Alsàcia i diputat a l'Assemblea Nacional Francesa.
El 1989 fou escollit regidor d'Estrasburg, càrrec que renovà el 1995, però deixa el FN per a fundar el grup d'extrema dreta Alsace d'Abord, amb el que fou novament escollit conseller regional el 1992 i el 1998. A les eleccions regionals de 2004 va obtenir el 9,4%, però la modificació de l'escrutini ordenada per Jean-Pierre Raffarin (calia obtenir el 10%) el deixà sense representació.
A les eleccions municipals de 2008 només va obtenir el 2,17% dels vots a Estrasburg i abandonà la presidència d'Alsace d'Abord. Posteriorment ha participat amb altres dirigents dretans en la formació del grup Nova Dreta Popular. El 2006 va fundar amb la seva esposa l'organització caritativa Solidaritat Alsaciana.